# Dinastia artaxíada da Ibéria

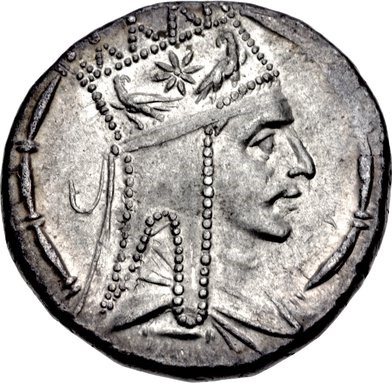
Tetradracma de

Os artaxíadas ou Artaxessiani (em georgiano: არტაშესიანი; romaniz.: Art'ashesiani) foram um ramo da dinastia homônima da Armênia, que governou o Reino da Ibéria de c. 90 a 30 a.C.. De acordo com as crônicas georgianas da Idade Média, adquiriram a coroa da Ibéria depois que os nobres ibéricos se revoltaram contra seu rei Farnajom, da dinastia farnabázida, e solicitaram ao rei da Armênia que enviasse seu filho, que era casado com uma princesa farnabázida, como seu novo monarca. Tanto o rei da Armênia como o seu filho são referidos nas crónicas como "Ársaces" (Arxaque), provavelmente uma confusão com Artaxias que parece ser tomado como um termo geral sobre os reis artaxíadas da Armênia. O professor Cyril Toumanoff identifica o rei da Armênia deste relato como Artavasdes I (r. 159–115 a.C.) e considera o recém-instalado rei ibérico, Artaxias I (r. 90–78 a.C.), como seu filho. A crônica prossegue descrevendo uma grande batalha entre um exército combinado ibero-armênio contra Farnajom e os seus seguidores. No final, Farnajom foi derrotado e morto, e depois disso o príncipe armênio tornou-se o rei.
Pouco se sabe sobre os primeiros anos do domínio artaxíada na Ibéria. Parecem ter estado sob a influência dos seus primos arménios, aos quais cederam uma parte significativa do seu território. Esta associação com os artaxíadas armênios, que estavam no auge do poder durante o reinado de Tigranes, o Grande (r. 95–55 a.C.), provocou o envolvimento da Ibéria na Terceira Guerra Mitridática entre a aliança Ponto-Armênia e República Romana (75–65 a.C.). Plutarco e Licínio Mácer afirmam que os contingentes ibéricos tiveram destaque nas batalhas de Tigranocerta (69 a.C.) e Artaxata (68 a.C.). Mesmo após a rendição de Tigranes à mercê de Pompeu, o rei artaxíada da Ibéria Artoces (r. 78–63 a.C.) continuou a oferecer resistência obstinada aos invasores romanos, mas acabou sendo derrotado e forçado a implorar pela paz. Este Artoces bem conhecido das fontes clássicas é aparentemente o Artagues (Artogue), filho de Ársaces/Artaxias, dos anais georgianos que omitem qualquer menção à invasão romana, mas em vez disso relatam a luta do rei com os "persas".
A hegemonia romana sobre a Ibéria revelou-se, no entanto, impermanente e, em 36 a.C., o legado Públio Canídio Crasso teve de liderar o seu exército à Ibéria para forçar o seu rei Farnabazo II (r. 63–30 a.C.) a uma nova aliança com Roma. Nem Farnabazo nem as suas relações com Roma estão registados nas crónicas georgianas cuja narrativa se centra no rei Bartom, filho de Artague, e na sua morte na luta com o outrora exilado príncipe Meribanes II, que acabou por restaurar a dinastia farnabázida ao trono ibérico. Os estudiosos modernos tendem a identificar Farnabazo com Bartom e considerá-lo o último na linha artaxíada.